# Tarentule (comics)
Pour les articles homonymes, voir Tarentule (homonymie) et Tarantula (homonymie).
La Tarentule (Tarantula) est le nom de code de plusieurs personnages de fiction appartenant à l'univers de Marvel Comics.

## Antonio Miguel Rodriguez

### Biographie du personnage
Guérillero sud-américain luttant contre la dictature aux côtés des rebelles, il fut chassé de l'armée révolutionnaire en raison de sa violence et de sa cruauté. Passé dans l'autre camp, il devient un officier de l'armée de la dictature et plus tard un agent secret dont le nom de code est Tarentula. Il se montre tellement brutal qu'on ne veut plus de lui dans son pays et qu'il doit s'enfuir aux États-Unis.
Une fois arrivé  New-York, il s'empresse de se mettre en contact avec la pègre et il constitue une équipe qui donnera bien du fil à retordre à Spider-Man.

### Pouvoirs et capacités
Tarentula n'a pas de pouvoirs spéciaux. C'est seulement un homme parfaitement entraîné à la vie de guérillero, très résistant et d'une grande force physique. Seul gadget : ses bottes dont le bout très pointu est enduit d'un liquide empoisonné.

## Luis Alvarez

### Biographie du personnage
Après la mort d'Antonio Miguel Rodriguez (la première Tarentule du nom), Luis Alvarez est recruté par le gouvernement de la Delvadia. Alvarez possède une force accrue par rapport à Rodriguez grâce au sérum du Super-soldat de Crâne Rouge. Il est chargé de tuer les réfugiés politiques en Delvadia, ainsi que Spider-Man (qui est lié à la mort de La Tarentule I) aux États-Unis.
John Walker se laisse piéger et, avec La Tarentule, souhaite tuer Spider-Man. Cependant il évite le pire à temps. Alvarez est ensuite capturé et traduit devant Le Jury. Wysper, une recrue du Jury, l'exécute sommairement.

### Pouvoirs et capacités
Alvarez possède une force ainsi qu'une technique de combat surhumaines. Ses gants sont munis de griffes et ses bottes de pointes empoisonnées avec du venin de tarentule.

## Jacinda Rodriguez
Dans le comics Agent X, lors d'un combat entre le groupe composé de Taskmaster (entre autres) et des mercenaires engagés par la maffia, Jacinda Rodriguez apparaît et se dit être la fille de la Tarentule originale. Elle est très agile et reprend les bottes mortelles de son père bien qu'elle soit rapidement battue par le Maître de Corvée.